# جیمز هوپ گرانت
جیمز هوپ گرانت (انگلیسی: Hope Grant; ۲۲ july ۱۸۰۸ – ۷ مارس ۱۸۷۵ (۶۶ ساله)) فرد نظامی اهل بریتانیا بود. وی همچنین برندهٔ جوایزی همچون نشان حمام شده‌است.